# Besøg paa Bellahøj - Dyrskuet 1941
|  | Denne artikel er oprettet af botten Steenthbot ud fra en ekstern database. Den kan derfor have sproglige fejl eller mangler. Denne skabelon kan fjernes efter kontrol af indholdet. |

Besøg paa Bellahøj - Dyrskuet 1941 er en dansk dokumentarisk optagelse fra 1941.

## Handling
Fremvisning af belgiske hingste, Frederiksborgheste, halvblodsheste, Nordbakker m.fl. Så er der tyrenes parade og flere heste. Opvisning af forretningskøretøjer og af hærens rideskole - kvadrilleridning og spring. Kong Chr. X og Dronning Alexandrine overværer dyrskuet.

## Medvirkende
- Kong Christian X
- Dronning Alexandrine